# Rojasia
Rojasia es un género de fanerógamas de la familia Apocynaceae. Contiene una especie, Rojasia gracilis Malme.
Está considerado un sinónimo del género Oxypetalum R. Br.